# Stropharia aeruginosa
Stropharia aeruginosa és una espècie de bolet verinós que es troba en arbredes i prats des de la primavera a la tardor. La seva comestibilitat és controvertida És un bolet comú a Euràsia.
El seu epítet específic, aerūgǐnōsa prové del llatí per dir "cobert de verdet (òxid de coure)".

## Espècies similars
- Stropharia coerulea
- Stropharia pseudocyanea (Desm: Fr.) Morgan.